# A la de tres
A la de tres (títol original en anglès, On the Count of Three) és una pel·lícula dramàtica de comèdia negra estatunidenca del 2021 dirigida per Jerrod Carmichael (en el seu debut com a director) i escrita per Ari Katcher i Ryan Welch. És protagonitzada pel mateix Carmichael i per Christopher Abbott com a dos amics que fan un pacte de suïcidi i passen el seu darrer dia encarregant-se dels assumptes pendents. El repartiment de suport inclou Tiffany Haddish, J. B. Smoove, Lavell Crawford i Henry Winkler. S'ha doblat i subtitulat al català.
A la de tres es va projectar al Festival de Cinema de Sundance del 2021 i es va estrenar en una selecció de cinemes i a la carta a càrrec d'Annapurna Pictures i Orion Pictures a través de United Artists Releasing el 13 de maig de 2022. Va rebre crítiques generalment positives.

## Repartiment
- Jerrod Carmichael com a Val
- Christopher Abbott com a Kevin
- Tiffany Haddish com a Natasha
- Lavell Crawford com a Donny
- J. B. Smoove com a Lyndell
- Henry Winkler com el Dr. Brenner
- Ryan McDonald com a Brian
- Jared Abrahamson com a Wyatt